# ملعب شني
ملعب شني (بالإنجليزية: Cheney Stadium)‏ هو ملعب رياضي متعدد الأختصصات يتسع ل 6,500 أفتتح سنة 1960 بمدينة تاكوما ، ولاية واشنطن ويلعب في هذا الملعب فريق تاكوما ديفنس.